# 山崎斉
山崎 斉（山崎 齊、やまざき / やまさき ひとし、1910年（明治43年）11月25日 - 没年不詳）は、昭和期の農林技官及び官僚、政治家。参議院議員（1期）、林野庁長官。板垣退助先生顕彰会創立発起人兼顧問。

## 来歴
高知県香美郡徳王子村（大忍村、徳王子村、香我美町を経て現香南市香我美町徳王子）で、山崎栄の二男として生まれる。1933年（昭和8年）東京帝国大学農学部林学科を卒業した。
農林省に入省し、営林署技師、大館営林署長、農林技官、林野庁林産課長、同業務課長、同計画課長、同指導部長などを歴任し、林野庁長官に1958年（昭和33年）6月から1961年（昭和36年）7月まで在任して退官した。
1962年（昭和37年）7月の第6回参議院議員通常選挙に全国区から自由民主党公認で出馬して当選し、参議院議員に1期在任した。この間、参議院農林水産委員長、国土総合開発審議会委員、自民党政調農林部会副部会長、同政調国土開発調査会副会長などを務めた。
1981年（昭和56年）春の叙勲で勲二等瑞宝章受章。